# Kościuszki (gmina Osina)
Kościuszki (do 1945 Hindenburg) – wieś sołecka w Polsce położona w województwie zachodniopomorskim, w powiecie goleniowskim, w gminie Osina, na Równinie Nowogardzkiej, nad jeziorem Kościuszki, na terenach polnych, pagórkowatych, ok. 2 km na północ od drogi krajowej nr 6.

## Historia
W latach 1975–1998 miejscowość położona była w województwie szczecińskim.
W średniowieczu wieś Kościuszki stanowiła lenno rycerskie Fryderyka von Hindenburga, co podają źródła z roku 1266. W tym czasie istniał tutaj zamek rycerski, z którego pozostały tylko niewielkie ślady w parku dworskim. Od 1274 własność grafa Ottona von Ebersteina.
W XVI wieku tereny te przejmuje od Ludwika III Ebersteina rodzina von Lockstedtów, która ma nad nimi władanie aż do roku 1803. W tym czasie powstaje tutaj folwark i rozwija się rolnictwo. Po nich majątek kupuje junkier Heinrich von Schmidt, później właściciele zmieniają się dosyć szybko, w większości są to mieszczanie.
W I połowie XIX wieku część wsi zostaje własnością Kamery Izby Skarbowej w Nowogardzie (domena państwowa od 1824). Folwark jest cały czas dzierżawiony, w 1905, za czasów Franza Klütza zostaje on rozparcelowany, zaś reszta dóbr jest w dzierżawie Ottona Doelkego. W 1920 powstaje nowy folwark (w miejscu dawnego majątku rycerskiego), którego dzierżawcą był Otto Radolff. W 1945 obiekty majątku zostają zajęte przez Polaków, rozebrano dwór i skolektywnizowano wieś przez Spółdzielnię Kółek Rolniczych.

### XXI wiek
Obecnie wieś rolniczo-wypoczynkowa. Składa się również z kilku kolonii, porozrzucanych po okolicy. Do najważniejszych obiektów wartych zobaczenia zalicza się neogotycki kościół z XIX wieku z drewnianym szczytem oraz ślady zamku rycerskiego, które znajdują się w XVIII-wiecznym parku dworskim, na niewielkim wzniesieniu. Obiekty są opisane przez Zbigniewa Radackiego. Z zamku najlepiej zachowały się fundamenty wieży. Z budynków folwarcznych pozostała tylko obora, przerobiona na chlewnię, pozostałe budynki uległy dewastacji i rozbiórce. Zabudowa mieszkalna i gospodarcza pochodzi z przełomu XIX i XX wieku (budynki murowane) i czasów współczesnych. Okolice wsi to tereny atrakcyjne turystycznie głównie ze względu na jezioro. Priorytetem w gminie jest rozwój infrastruktury turystycznej nad jeziorem, które może stać się popularnym miejscem wypoczynku nie tylko wśród mieszkańców okolicy. Z pozostałych atrakcji można wymienić krajobrazy i drogi, zachęcające do wypraw rowerowych. Wieś posiada dogodne połączenie drogowe jedynie z drogą krajową nr 6 w Olchowie. Do Węgorzy, Świerczewa i Kikorzy prowadzą drogi polne, gruntowe.

## Okoliczne miejscowości
W pobliżu znajdują się: Strzelewo, Węgorza, Świerczewo, Olchowo, Kikorze, Nowogard.